# Tamara Bleszynski
Tamara Bleszynski, właśc. Tamara Natalia Christina Mayawati Bleszynski (ur. 25 grudnia 1974 w Bandungu) – indonezyjska aktorka, piosenkarka i modelka.
Matka Tamary pochodzi z ludu Sundajczyków, natomiast jej ojciec urodził się w Warszawie.
W latach 1992–2009 była twarzą marki mydła Lux. Jako aktorka debiutowała w 1996 r., kiedy to zagrała w operze mydlanej Anakku Terlahir Kembali (RCTI).

## Dyskografia
Single
| Rok  | Tytuł                                | Album                   |
| ---- | ------------------------------------ | ----------------------- |
| 2001 | „Berserah Diri”                      | Ost. Doa Membawa Berkah |
| 2005 | „Doa Berserah” (poezja)              | Dari Hati Untuk Aceh    |
| 2005 | „Setelah Gempa dan Tsunami” (poezja) | Dari Hati Untuk Aceh    |

Teledyski
| Rok  | Tytuł                     | Artysta           |
| ---- | ------------------------- | ----------------- |
| 1997 | „Aku Disini Untukmu”      | Dewa 19           |
| 2000 | „Bila Hati Sedang Lara”   | Teresa Bleszynski |
| 2004 | „Khayalan Tingkat Tinggi” | Peterpan          |
| 2009 | „Sang Juara”              | Maia              |

## Filmografia
Role filmowe
| Rok  | Tytuł                       | Rola  | Uwagi       |
| ---- | --------------------------- | ----- | ----------- |
| 2004 | Issue                       | Linda | Rola główna |
| 2006 | The Big Day                 |       |             |
| 2008 | Cicakman 2: Planet Hitam    | Rrama |             |
| 2009 | Air Terjun Pengantin        | Tiara | Rola główna |
| 2013 | Air Terjun Pengantin Phuket | Tiara | Rola główna |

Role telewizyjne
| Rok  | Tytuł                        | Rola         | Uwagi                                      | Kanał    |
| ---- | ---------------------------- | ------------ | ------------------------------------------ | -------- |
| 1996 | Shangrilla                   |              |                                            | RCTI     |
| 1996 | Anakku Terlahir Kembali      |              | Rola drugoplanowa                          | RCTI     |
| 1997 | Perjalanan                   |              | Rola drugoplanowa                          | SCTV     |
| 1997 | Asmara                       |              |                                            |          |
| 2000 | Doa Membawa Berkah           |              | Rola główna                                | Indosiar |
| 2001 | Doa Membawa Berkah 2         |              | Rola główna                                | Indosiar |
| 2001 | Wah Cantiknya                | Kartika      | Rola główna                                | SCTV     |
| 2002 | Wah Cantiknya 2              | Kartika      | Rola główna                                | SCTV     |
| 2002 | Opera SMU                    | Sonya        | Rola główna                                | RCTI     |
| 2003 | Ikhlas                       | Naia         | Rola główna                                | SCTV     |
| 2004 | Putri Cantik                 | Putri Cantik | Rola główna                                | SCTV     |
| 2004 | Hikmah                       | Anna         | Rola główna                                | RCTI     |
| 2005 | Gol                          | Maya         | Rola główna                                | Indosiar |
| 2005 | Iman                         | Lela         | Odcinek: „Mayat Penjudi Sukar Dikebumikan” | SCTV     |
| 2005 | Hikmah 2                     | Anna         | Rola główna                                | RCTI     |
| 2006 | Hikmah 3                     | Anna         | Rola główna                                | Indosiar |
| 2006 | Bukan Salah Bunda Mengandung |              | Rola drugoplanowa                          | RCTI     |
| 2007 | Bunga                        | Intan        | Rola drugoplanowa                          | SCTV     |
| 2007 | Cinta Itu Nggak Buta         | Kokom        | Rola główna                                | SCTV     |
| 2010 | Surga Untukmu                | Halimah      | Rola główna                                | Indosiar |
| 2011 | Anugerah                     | Zouya        | Rola drugoplanowa                          | RCTI     |
| 2012 | Mimo Ketemu Poscha           | Eva          | Rola drugoplanowa                          | RCTI     |